# Kayah (Sängerin)

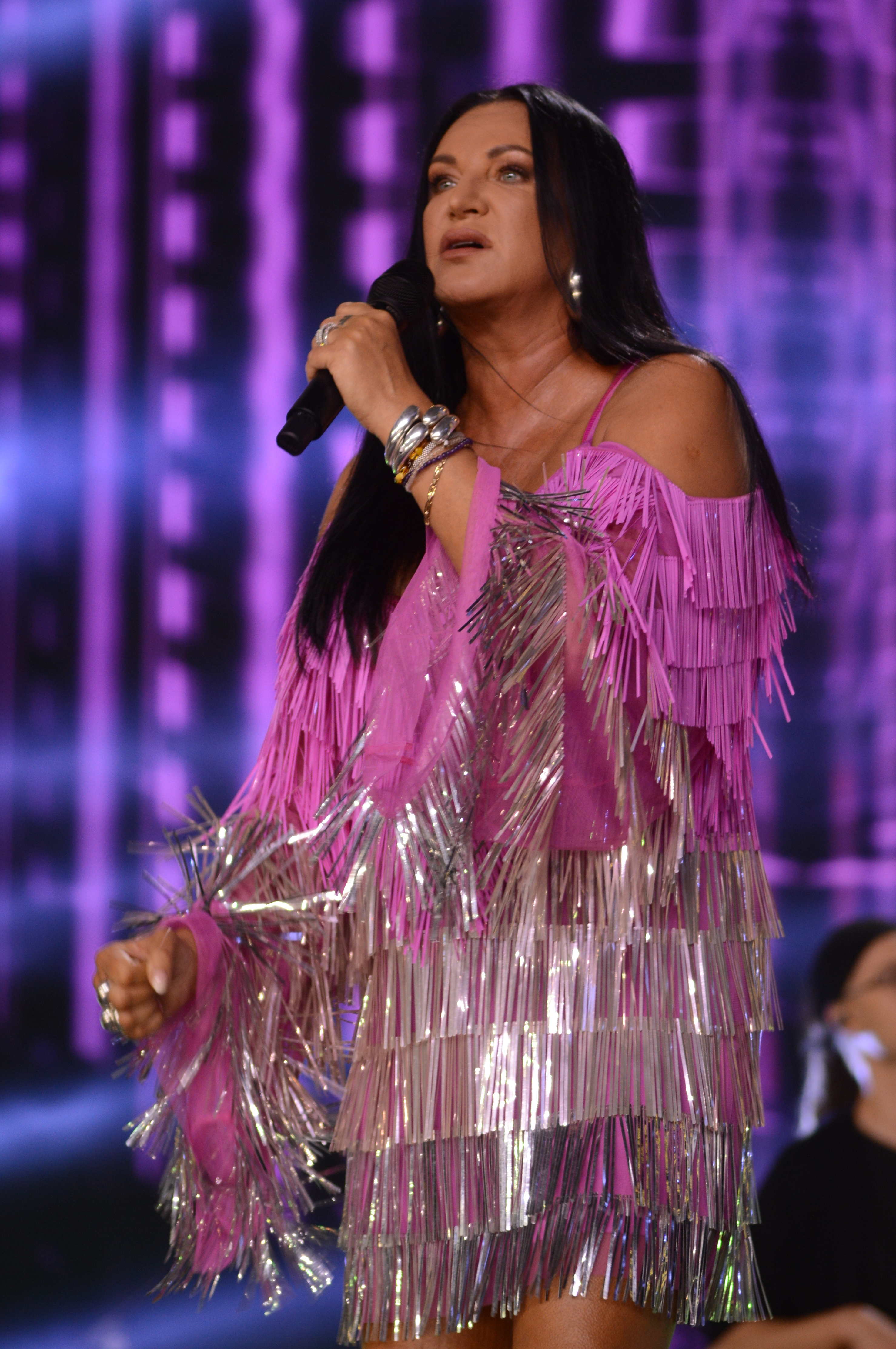
Kayah (2022)

Kayah (Katarzyna Rooijens, geb. Szczot; * 5. November 1967 in Białystok) ist eine polnische Sängerin.

## Karriere
Mitte der 1980er Jahre arbeitete Kayah mit den Reggae-Bands Rastar und Zgoda zusammen, ehe sie 1988 ihr Debüt beim Karlshamn Baltic Festival mit dem Song "Córeczko" hatte. Im selben Jahr veröffentlichte sie ihr Debütalbum Kayah.
Danach sang Kayah lange Zeit als Background-Sängerin bei anderen Gruppen und brachte 1995 ihr erstes, selbst produziertes Soloalbum heraus. Auf Kamień präsentierte sie melancholische Popsongs. Kamień wurde auf Anhieb ein Erfolg. Für ihre Leistung wurde sie 1996 mit dem polnischen Musikpreis Fryderyk in der Kategorie Beste Sängerin ausgezeichnet.
1997 wandte sie sich mit Zebra stilmäßig amerikanischer Soulmusik zu. Dafür steht zum Beispiel die Coverversion des The-Doors-Klassikers "Light My Fire".
1999 schuf sie dann zusammen mit dem bosnischen Komponisten Goran Bregović ein Album, das eines der erfolgreichsten der polnischen Pop-Geschichte wurde. Es wurden bis heute mehr als 700.000 Exemplare verkauft, was beiden Künstlern die Diamantene Schallplatte einbrachte. In völliger Abkehr von der zuletzt praktizierten Soulmusik war dieses Album eine Kombination aus alten slawischen Volksliedern und modernen Rhythmen. Besonders der Song "Prawy do lewego" wurde zum Synonym. Der Videoclip wurde einige Male beim Sender Onyx.tv gespielt.
Inzwischen hat Kayah einen eigenen Stil geprägt, wobei sie immer wieder eine große Variationsbreite demonstriert.
2001 hat sie mit der kapverdischen Sängerin Cesária Évora eine gemeinsame Single aufgenommen und trat mit Udo Lindenberg im Duett auf. Dies macht ihr Bemühen deutlich, ihren Erfolg in Polen auf internationaler Ebene zu wiederholen.
Um ihr Album JakaJaKayah auch international zu veröffentlichen, lud sie mehrere Mitarbeiter der BMG aus verschiedenen Ländern zu einem speziellen Konzert ein, um ihnen das Album vorzustellen. Doch diese wollten in keinem Land das Risiko eingehen, das Album zu veröffentlichen. Später entschloss sich die BMG aus Kanada, das Album international zu veröffentlichen. 2001 kam das Album dann unter dem Namen YakaYaKayah mit englischen Songs und neuem Cover auf den Markt.
2003 folgte Kayahs Album StereoTyp. Dabei trennte sie sich komplett von ihrem soullastigen Stil und nahm die Songs in einem modernen Gewand von Pop und Dance auf, aber auch mit Einfluss von R´n´B und Clubmusik. Das Repertoire wurde durch langsame Balladen ergänzt. Auch wenn das Album sehr modern gehalten ist, erkennt man noch den von Kayah geprägten Stil. Aus dem Album wurden die Singles "Testosteron" und "Do D.N.A." ausgekoppelt.
Seit 2005 engagiert sie sich verstärkt für ihre Plattenfirma Kayax und brachte gemeinsam, mit einem ihrer Künstler, die Single "Prócz ciebie, nic" heraus und zeitgleich auch mit DJ Smolik die Single "Jutro rano". Im selben Jahr wurde auch das Best-Of-Album The Best & The Rest veröffentlicht, auf dem sich beide Singles befinden.
Ihr bisher letztes Solo-Studio-Album Skała erschien 2009.

## Diskografie

### Alben
- 1988: Kayah
- 1995: Kamień (PL: Gold)
- 1998: Zebra (PL: Platin + Platin (BMG Poland))
- 1999: Kayah i Bregović (PL: Diamant + Gold (Sony Music PL))
- 2000: JakaJaKayah (PL: Platin)
- 2003: StereoTyp
- 2005: The Best & The Rest
- 2007: MTV Unplugged (PL: Gold (Videoalbum))
- 2009: Skała
- 2010: Kayah & Royal Quartet (PL: Gold)
- 2010: Panienki z temperamentem
- 2013: Transoriental Orchestra
- 2016: Gdy Pada śnieg

### Singles
- 1988: Córeczko
- 1995: Jak liść
- 1995: Nawet deszcz
- 1996: Fleciki
- 1996: Santana
- 1996: Horyzont (mit Kasia Stankiewicz und Andrzej Krzywy)
- 1997: Na językach
- 1997: Supermenka
- 1997: Uwierz... to nie ja (mit Urszula)
- 1998: Hit (mit Michał Urbaniak)
- 1999: Śpij kochanie, śpij (mit Goran Bregović)
- 1999: Prawy do lewego (mit Goran Bregović)
- 1999: To nie ptak (mit Goran Bregović)
- 1999: Nie ma, nie ma ciebie (mit Goran Bregović)
- 2000: Jaka ja Kayah
- 2000: Anioł wiedział
- 2001: Wiosna przyjdzie i tak
- 2001: Embarcaçao (mit Cesária Évora)
- 2002: Dobry potwór nie jest zły (mit Michał Żebrowski)
- 2003: Tylko ty i ja (mit Blenders)
- 2003: Testosteron
- 2004: Do D.N.A.
- 2004: Duchy tych co mieszkali tu
- 2005: Prócz ciebie, nic (mit Krzysztof Kiljański)
- 2005: Najpiękniejsi (mit Poluzjanci)
- 2005: Jutro rano
- 2006: Jaka miłość, taka śmierć
- 2006: Kochankowie Roku Tygrysa
- 2007: Wszystkie Ryśki to porządne chłopaki (mit Stanisław Tym)
- 2008: Ding Dong
- 2009: Jak skała
- 2009: Ocean spokojny już
- 2010: Dla ciebie jestem sobą
- 2011: Za późno
- 2017: Po co (feat. The Idan Raichel Project, PL: Gold)
- 2018: Podatek od Miłości (mit Grzegorz Hyży, PL: Platin)
- 2019: Nisko jest niebo (Pezet feat. Kayah, PL: ×3Dreifachplatin )
- 2020: Ramię w ramię (mit Viki Gabor, PL: ×2Doppelplatin )